# Iraq Petroleum Company
La Iraq Petroleum Company (IPC), in arabo شركة نفط العراق‎?, Sharika nifṭ al-ʿIrāq, nota in precedenza come Turkish Petroleum Company (TPC), è stata una compagnia petrolifera che, tra il 1925 e il 1961, ha avuto il monopolio virtuale di ogni prospezione petrolifera e della produzione di idrocarburi in Iraq. Di essa oggi sono congiuntamente proprietarie alcune delle più importanti compagnie petrolifere del mondo e ha la sua sede centrale a Londra (Regno Unito).
Nel giugno del 1972 il governo iracheno, a guida del Baʿth (regione irachena), ha nazionalizzato la IPC e le sue operazioni sono passate sotto il pieno controllo dell'Iraq National Oil Company. Tuttavia la compagnia "Iraq Petroleum Company" sopravvive ancora sulla carta e una compagnia associata – la Abu Dhabi Petroleum Company, ADPC, precedentemente Petroleum Development (Trucial Coast) Ltd – persegue esattamente la sua originaria finalità.
Il gruppo correlato Iraq Petroleum Group è stato un'associazione di compagnie che ha svolto un ruolo assai importante nella scoperta e nello sfruttamento delle risorse petrolifere in aree del Vicino Oriente a esclusione dell'Iraq.

## Storia

### Turkish Petroleum Company

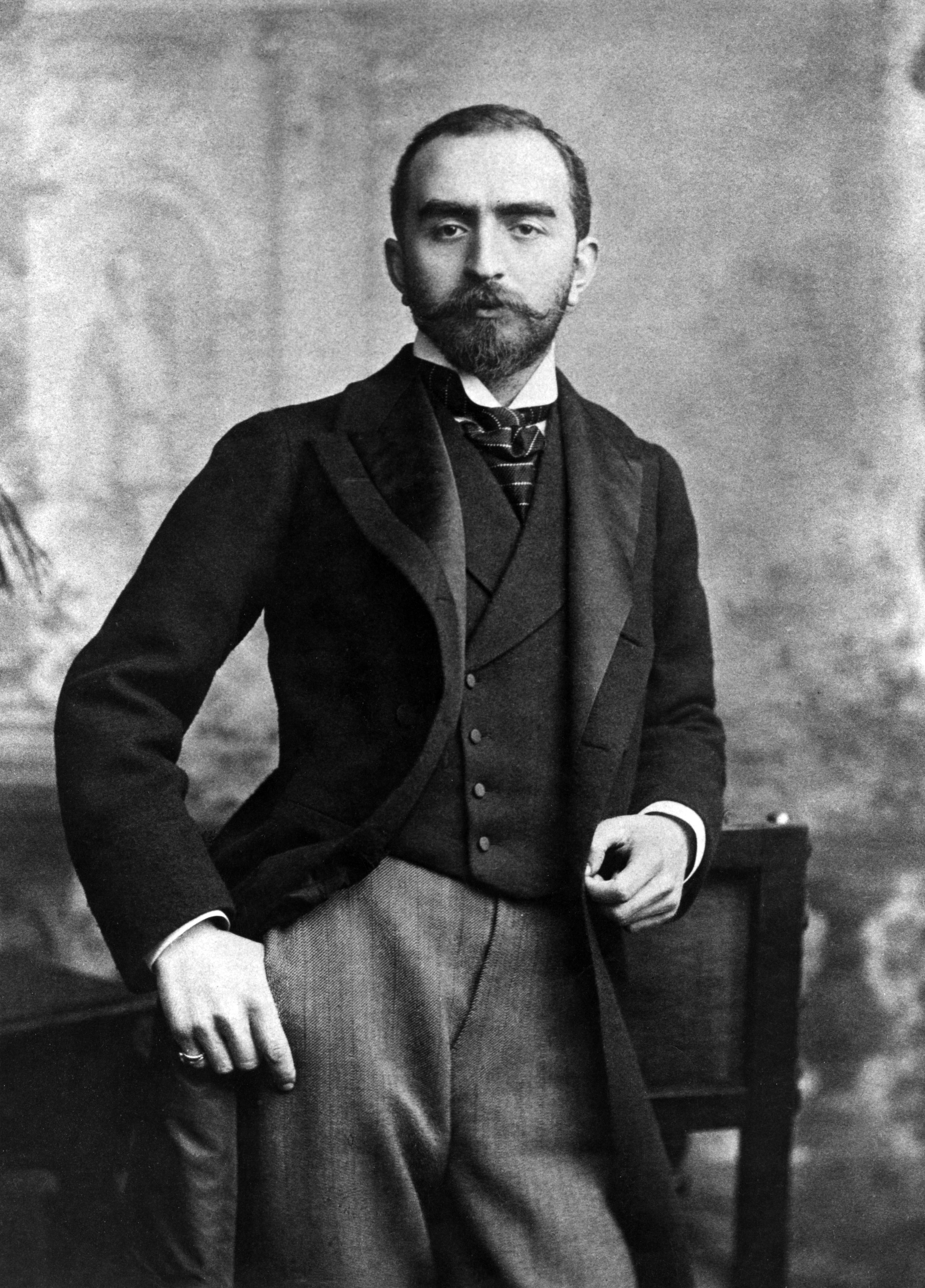
Calouste Gulbenkian

Il precursore della Iraq Petroleum Company (IPC) è stata la Turkish Petroleum Company (TPC) che, a fine XIX secolo, era convinta che la regione mesopotamica (oggi Iraq) ospitasse sostanziose riserve di petrolio.
Dal momento che la Mesopotamia faceva parte dell'Impero ottomano, i primi negoziati per le concessioni petrolifere furono concentrati nella capitale dell'Impero, Istanbul, che era nota in Occidente come Costantinopoli,in cui risiedevano il Sultano e il suo governo. Il primo interesse fu manifestato dalle banche e dalle compagnie germaniche, già coinvolte nella costruzione della ferrovia Berlino-Baghdad, e in secondo momento dal Regno Unito. Nel 1911, nel tentativo di mettere d'accordo gli interessi tedeschi e britannici nella regione, fu creata una compagnia britannica, l'African and Eastern Concession Ltd.
Nel 1912, questa compagnia divenne Turkish Petroleum Company (TPC), formata con l'intento di acquistare concessioni petrolifere in Mesopotamia dall'Impero ottomano. I proprietari erano un gruppo di grandi compagnie europee - Deutsche Bank, l'Anglo Saxon Oil Company (una sussidiaria della Royal Dutch Shell), la National Bank of Turkey (fondata nel 1909 con l'incoraggiamento e il sostegno britannico per agevolare maggiormente le imprese economiche degli investitori del Regno Unito nell'Impero ottomano) — e l'uomo d'affari armeno e di nascita turca Calouste Gulbenkian. Impulso sostanziale fu impartito all'impresa da Gulbenkian, e la maggior singola azionista era l'Anglo-Persian Oil Company, controllata dal governo britannico, che dal 1914 deteneva il 50% delle sue quote societarie. La TPC ottenne la promessa di una concessione dal governo ottomano ma lo scoppio della prima guerra mondiale nel 1914 bloccò tutti i piani di esplorazione del sottosuolo.
La Deutsche Bank contribuì portando una concessione rilasciata alla Anatolian Railway Company per la prospezione di minerali e petrolio, lungo una vasta striscia che si stendeva per 40 km da entrambi i lati della linea ferroviaria che essa proponeva in Mesopotamia. Il 28 giugno 1914, il Gran visir ottomano confermò la promessa di una concessione alla Turkish Petroleum Company, ma lo scoppio della I guerra mondiale mise a tacere i piani della TPC.
Quando l'Impero ottomano si sbriciolò in seguito al conflitto mondiale perduto, la questione della partecipazione della TPC si prospettò come un problema di primaria importanza nella Conferenza di Sanremo del 1920, in cui il futuro di tutte le aree non-turche e a maggioranza araba del vecchio Impero fu sostanzialmente deciso. Una crescente domanda di petrolio durante la guerra aveva dimostrato quale fosse l'importanza per le grandi Potenze di allora di avere le proprie fonti di approvvigionamento. Dal momento che uno dei partner originali della TPC era stata tedesca (e quindi anch'essa sconfitta nel conflitto), la Francia chiese che la sua quota partecipativa fosse trattata come spoglia bellica. Sulla questione si giunse a un accordo nella Conferenza di Sanremo, con grande disappunto degli Stati Uniti che si sentiva esclusa dalla gestione del petrolio del Medio Oriente e che aveva chiesto "porte aperte" sulla gestione delle spoglie turche ottomane. Dopo scambi diplomatici prolungati e talvolta taglienti, alle compagnie petrolifere statunitensi fu consentito di acquistare quote della TPC, ma sarebbero stati necessari molti anni prima che i negoziati si concludessero.

### Scoperta del petrolio nel 1927

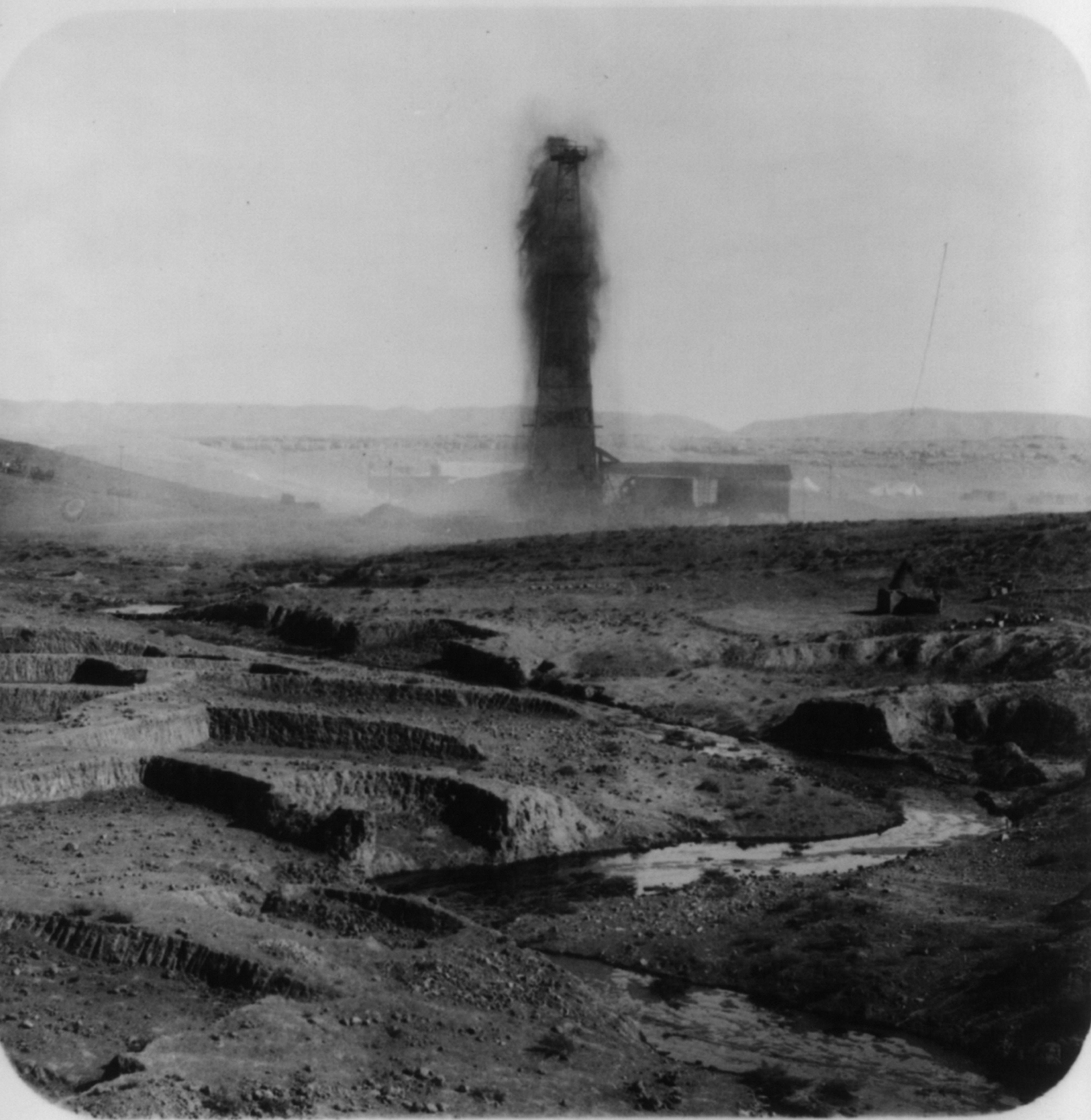
Il distretto di Kirkūk: una pompa di estrazione con un imponente getto di petrolio sullo sfondo.

La TPC ottenne una concessione per esplorare la presenza di petrolio nel 1925, in cambio della promessa che il governo iracheno avrebbe incassato una royalty per ogni tonnellata di petrolio estratto, ma era legata ai profitti lucrati dalle compagnie petrolifere e all'assenza di pagamenti per i primi 20 anni. La concessione esigeva che la compagnia concessionaria scegliesse 24 lotti rettangolari di 21 km2 ognuno per le operazioni di estrazione.
Durante il periodo 1925-26, uno staff geologico internazionale, comprendente rappresentanti delle compagnie partecipanti, unitamente a un gruppo statunitense, condusse un'indagine ad ampio raggio dell'Iraq. Due pozzi petroliferi furono individuati a Pulkana e, uno ciascuno, a Khashm al-Aḥmar, Injana e Qaiyara. Kirkūk fu inclusa come sesta località. Il pozzo di Baba Gurgur (in arabo بابا كركر, Bābā Kurkur) fu individuato dal geologo J.M. Muir a nord di Kirkuk. Le perforazioni cominciarono e, alle prime ore del 14 ottobre 1927, il petrolio cominciò a fuoriuscire. Numerose tonnellate di greggio si dispersero prima che l'impianto fosse posto sotto controllo, e il giacimento petrolifero si dimostrò subito di notevole ampiezza.

### Accordo della Linea Rossa (Red Line) e creazione della IPC
La scoperta affrettò i negoziati circa la composizione del TPC, e il 31 luglio 1928 i partecipanti firmarono un accordo formale di partenariato per includere la Near East Development Corporation (NEDC), un consorzio d'imprese statunitense di cinque grandi società petrolifere: la Standard Oil of New Jersey, la Standard Oil Company of New York (Socony), la Gulf Oil, la Pan-American Petroleum and Transport Company e l'Atlantic Richfield Co. (ARCO). Le quote furono identificate nelle seguenti proporzioni: 23,75% ognuno alla Anglo-Persian Oil Company, alla Royal Dutch Shell, alla Compagnie Française des Pétroles (CFP), e alla NEDC; il rimanente 5% andava a Calouste Gulbenkian. Fu deciso che la TPC dovesse essere organizzata come una compagnia non-profit, registrata in Gran Bretagna, che produceva greggio a pagamento per le sue società madri, in funzione delle loro quote azionarie. Alla compagnia stessa veniva consentita la raffinazione e la commercializzazione sul mercato interno iracheno, per prevenire ogni competizione con le compagnie controllanti.
L'accordo, conosciuto come Accordo della linea rossa (Red Line Agreement), dal momento che un tratto di inchiostro rosso fu tracciato attorno alle vecchie frontiere dell'Impero ottomano (eccezion fatta per il Kuwait), in effetti impegnava i partner ad agire solidalmente all'interno dell'area identificata con la linea rossa.

L'Accordo si concluse nel 1948, quando due delle società statunitensi ripresero la propria libertà d'azione. Durante quel periodo, la IPC ebbe il monopolio delle prospezioni petrolifere all'interno della Linea Rossa; con l'esclusione dell'Arabia Saudita e del Bahrein, in cui la Saudi Aramco (creata nel 1944, ribattezzando la sussidiaria saudita della Standard Oil of California (Socal)) e della Bahrain Petroleum Company (BAPCO), che rispettivamente avevano il controllo delle loro concessioni.
La Conferenza di Sanremo aveva stabilito che agli iracheni sarebbe stato consentito di controllare il 20% della Compagnia se l'Iraq avesse effettuato investimenti nella struttura, ma gli azionisti esistenti riuscirono a vanificare gli sforzi di partecipazione iracheni, malgrado le pressioni dei governi britannici affinché si accettasse l'Iraq tra gli azionisti.
Nel 1929 la TPC fu rinominata Iraq Petroleum Company. Dal 1934, il NEDC accolse due soli azionisti, la Standard Oil of New Jersey e Socony, che si erano fusi con la Vacuum Oil Company per formare la Socony-Vacuum nel 1931.

### Rinvio dell'inizio della produzione

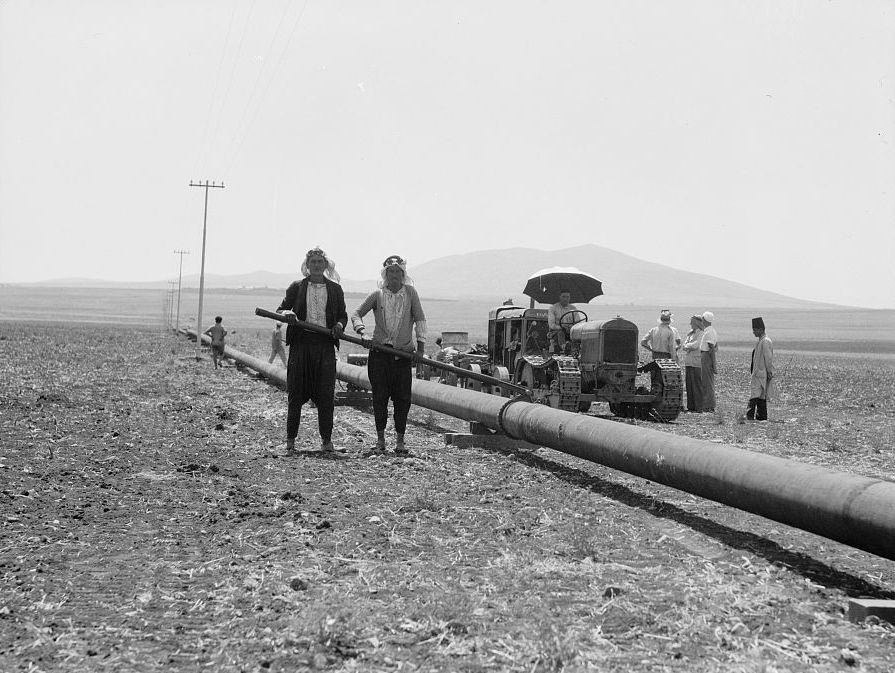
Tecnici della IPC saldano insieme nel 1930 tubi lungo il tratto di Esdrelon.

La concessione originaria del 14 marzo 1925 copriva l'intero Iraq, ma la IPC fu riluttante a svilupparla rapidamente e la produzione fu ristretta ai campi petroliferi che costituivano soltanto lo 0,5% dell'area totale del Paese. Durante la Grande depressione, il mondo era inondato di petrolio e una maggior produzione in Iraq avrebbe semplicemente spinto il prezzo a livelli ancora più bassi. La strategia dilatoria fu adottata non solo nella perforazione e nello sviluppo concreto, ma anche nella conduzione dei negoziati in materie quali ma anche nella conduzione di negoziati su questioni quali i diritti di passaggio delle condutture.
I proprietari della IPC avevano interessi contrastanti: l'Anglo-Persian Oil Company, la Royal Dutch/Shell e la Standard Oil avevano accesso alle principali fonti di greggio fuori d'Iraq, e di conseguenza intendevano bloccare le concessioni in Iraq come riserva, mentre CFP e le altre compagnie spingevano per un rapido sviluppo dello sfruttamento del petrolio iracheno, in quanto avevano limitati rifornimenti di greggio. Questi interessi diversi ritardarono lo sviluppo dei campi petroliferi iracheni, e le concessioni dell'IP vennero infine a scadenza, dal momento che le compagnie non riuscirono a soddisfare determinati requisiti prestazionali, come la costruzione di oleodotti e di terminali di trasporto.
La concessione fu tuttavia nuovamente rinegoziata nel 1931 per i successivi 70 anni, su un'area allargata di 83 200, a est del fiume Tigri. In cambio, il governo iracheno chiese, e ottenne, pagamenti aggiuntivi e prestiti, come pure la promessa che la IPC avrebbe completato due oleodotti verso il mar Mediterraneo per il 1935 - una cosa che la Compagnie Française des Pétroles aveva chiesto da lungo tempo, per consegnare rapidamente la sua quota di petrolio alla Francia.

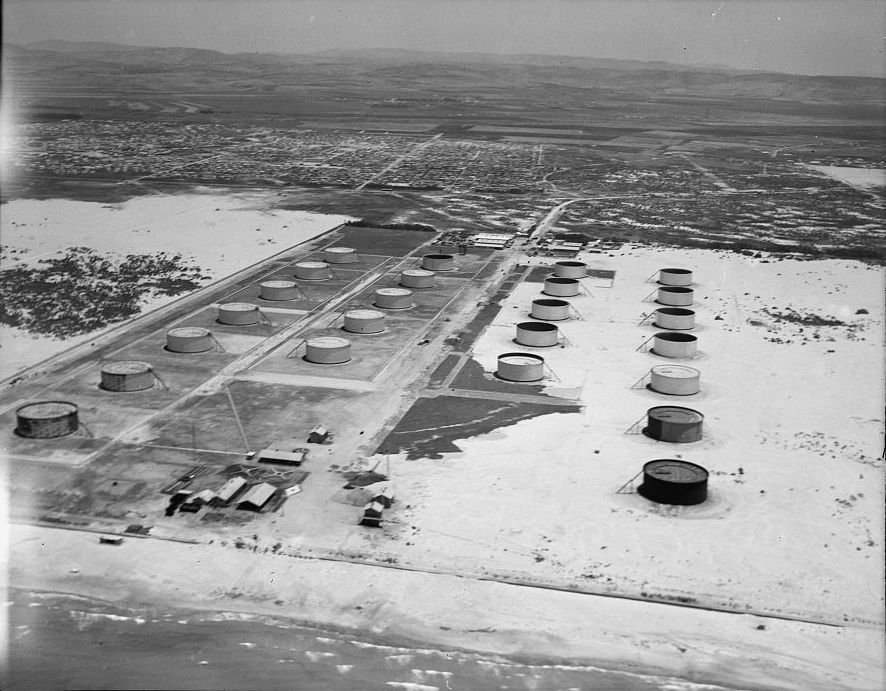
Depositi di petrolio della IPC a Haifa (Palestina mandataria).

Differenti tragitti e luoghi dove installare i terminali sulla costa mediterranea furono studiati dai francesi, che favorirono una rotta settentrionale attraverso Siria i Libano (sotto il loro controllo mandatario) e che finiva nella città di Tripoli, sulla costa libanese, mentre i britannici e gli iracheni preferirono una rotta più meridionale, che finiva a Haifa, allora sotto controllo mandatario britannico). Il risultato fu raggiunto grazie a un compromesso che portò a realizzare la costruzione di due oleodotti, ognuno dei quali della capacità di 2 000 000 tonnellate di greggio annuo. La lunghezza della conduttura settentrionale fu di 856 km, quella dell'oleodotto più meridionale (Mossul-Haifa) fu di 1 000 km. Nel 1934 gli oleodotti furono completati nel tratto Kirkuk-al-Ḥadītha, e da lì si biforcavano rispettivamente verso Tripoli e verso Haifa.
Il giacimento di Kirkuk divenne operativo in quello stesso anno. Solo nel 1938, nove anni dopo la scoperta dei giacimenti, la IPC cominciò a esportare petrolio in quantità significative. La produzione media di Kirkuk era di 4 milioni di tonnellate annui fino alla seconda guerra mondiale, quando i provvedimenti restrittivi riguardanti la navigazione nel Mediterraneo comportarono necessariamente un forte calo sella produzione. Nacque tuttavia la Mosul Petroleum Company, debitamente accolta nella 'famiglia' della IPC che, nel 1938, acquistati i diritti di concessione per il meridione iracheno, fondò la Basrah Petroleum Company (BPC).

### Relazioni tra IPC e Iraq

L'Iraq nel 1945

Durante la monarchia hascemita (1932–58), non vi furono serie tensioni tra la IPC e l'Iraq, dal momento che gli Hascemiti erano decisamente filo-occidentali, tanto che il Regno Unito aveva fatto di tutto per insediarli - come fece - in Iraq e Transgiordania (poi Giordania), fallendo solo nel conservarli in Hijaz, visto che gli Hascemiti erano lì stati scalzati dai Sauditi. Il Regno d'Iraq dipendeva dai britannici quanto a forniture militari ed aveva partecipato alla creazione del Patto di Baghdad, venendo di conseguenza fortemente avversato dall'Egitto di Gamāl ʿAbd al-Nāṣer, ostile alla prosecuzione delle ingerenze occidentali nel mondo arabo.
Uno dei maggiori contrasti, tuttavia, con Londra era l'ammontare dei versamenti da parte della IPC all'Iraq e il suo scarso coinvolgimento nella gestione del greggio estratto nel Paese. Nel 1952 gli introiti di cui godeva l'Iraq furono sottoposti a un negoziato, alla luce delle royalties concesse all'Arabia Saudita dall'ARAMCO, che erano stati decisi in funzione del 50% alla compagnia petrolifera e il 50% a Riad, secondo i termini dell'Accordo Saudi-Aramco "50/50" (dicembre 1950).
Questa atmosfera non caratterizzò i negoziati tra IPC e i governi repubblicani insediatisi dopo il colpo di Stato militare del 14 luglio 1958 che aveva abbattuto in modo cruento la monarchia hascemita. La centralità nei bilanci statali iracheni dei redditi da petrolio versati dalla IPC e la sua capacità di condizionare pesantemente la politica di Baghdad non poteva non comportare una profonda e strutturale revisione degli accordi tra le parti, malgrado l'Iraq non possedesse il know-how necessario per gestire in modo efficiente e autonomo lo sfruttamento e la commercializzazione del suo petrolio.

### L'era di Qāsim

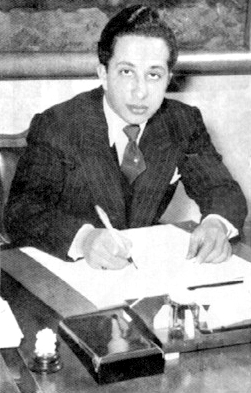
Re Fayṣal II d'Iraq, assassinato poi nel 1958.

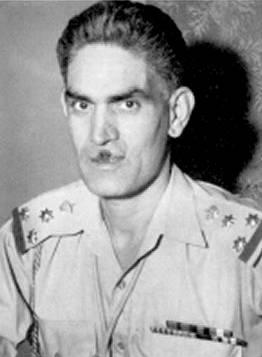
ʿAbd al-Karīm Qāsim: Primo Primo ministro della Repubblica d'Iraq, in carica dal 14 luglio 1958 all'8 febbraio 1963.

L'anima del colpo di Stato, il gen. ʿAbd al-Karīm Qāsim, era un nazionalista che assunse il potere nel 1958, abbattendo la monarchia hascemita e guidando il suo Paese fino alla sua morte per assassinio nel febbraio del 1963. Prima del colpo di Stato da lui portato a segno, la sua logica convinzione era che la IPC producesse petrolio più per i suoi interessi che per quelli iracheni. Una volta al potere, espresse senza alcuna remora questi suoi convincimenti critici verso la compagnia britannica. Fu estremamente critico nei confronti degli accordi monetari raggiunti tra IPC e il passato governo monarchico e, ancor più, del ruolo monopolistico assicurato dal suo Paese alla Iraq Petroleum Company.
La situazione economica dell'epoca non consigliava teoricamente a Qāsim di nazionalizzare la IPC, alla luce del precedente costituito dalla nazionalizzazione della compagnia iraniana del petrolio, l'Anglo-Iranian Oil Company, da parte di Mossadeq, col conseguente boicottaggio decretato contro l'Iran dalle principali compagnie petrolifere mondiali, che non rifuggivano dal gestire congiuntamente politica ed economia. Inoltre, all'Iraq facevano difetto le capacità tecniche e manageriali per un soddisfacente funzionamento della compagnia e a Qāsim le entrate petrolifere servivano per il funzionamento del Paese e dell'apparato militare.
Ciò nonostante, Qāsim provò ad agire per aumentare le entrate, innalzando ad esempio le royalties per il greggio dei campi di Bassora ma, per tutta risposta, la IPC bloccò la produzione e gli imbarchi dai terminali di quella città (l'unico sbocco al mare dell'Iraq). La tensione che ne derivò rappresentò il punto più basso delle relazioni tra Iraq e IPC.
Il 12 dicembre 1961, il governo iracheno adottò quindi la Legge n. 80 che espropriava il 99,5% delle concessioni delle aree petrolifere al gruppo IPC, senza versare alcun indennizzo, e mise un'immediata fine alle prospezioni petrolifere in corso. La maggior differenza, forse, tra il 1961 e il 1952, fu la presa di posizione del governo iracheno. Mentre esso era più accomodante nel 1952 nella ricerca di un compromesso con la IPC, il governo di Qāsim erano assai più rigide e, di fatto, non negoziabili. Tuttavia questo non è sorprendente, visto il clima decisamente favorevole al nazionalismo arabo e al panarabismo e la crescente consapevolezza che il mondo arabo era ampiamente sfruttato dalla prepotenza dei governi e delle imprese occidentali.

### La nazionalizzazione del 1972
Alla fine degli anni sessanta i rapporti tra governo iracheno e IPC rimasero tesi, col primo che usava la seconda come una componente centrale della sua politica propagandistica anti-occidentale. L'Accordo iracheno-sovietico del 1969 rese più baldanzoso il governo di Baghdad e nel 1970 esso presentò un elenco di richieste alla IPC, inclusa la cessione del 20% degli asset della compagnia e un suo maggior controllo da parte governativa. la IPC prese ovviamente molto sul serio gli atti del governo di Baghdad e fece alcune importanti concessioni. Acconsentì così ad accrescere sostanzialmente la produzione di greggio e aumentarne il prezzo in alcune aree. la IPC acconsentì anche a pagare anticipatamente le royalties.
Tuttavia ciò non fu ritenuto sufficiente dal governo iracheno ed esso avanzò una nuova serie di richieste nel novembre 1970, essenzialmente riguardanti la richiesta di maggior controllo dell'Iraq sulle sue risorse e maggiori profitti. Insoddisfatto dalla mancanza di volontà della IPC di accettare le richieste irachene, il governo di Baghdad presentò diciassette mesi dopo alla compagnia un ultimatum con le medesime richieste. la IPC rispose con una controproposta di compromesso ma il governo ba'thista la respinse il 1º giugno 1972, nazionalizzando le attività della IPC, che furono passate alla neo-costituita Iraq National Oil Company (INOC).
I giacimenti di Kirkuk rappresentavano ancora la base produttiva più importante per la produzione petrolifera nell'Iraq settentrionale coi suoi 10 miliardi di barili (1,6 km³) di riserve di greggio.

I giacimenti di Jambur, Bai Hassan e Khabbaz erano le uniche altre aree produttive d'idrocarburi nella regione. Mentre l'industria estrattiva dell'Iraq settentrionale rimase relativamente indenne durante la guerra Iran-Iraq, il 60% della capacità estrattiva nell'Iraq meridionale e centrale fu danneggiata nella Guerra del Golfo. A partire dai combattimenti del 1991 tra forze curde e irachene nell'Iraq settentrionale, le capacità dei pozzi di Kirkuk si ridussero temporaneamente per atti di sabotaggio curdi. Nel 1996, viene calcolato che la capacità produttiva nel nord e nel centro dell'Iraq oscillasse tra lo 0,7 e 1 milione di barili giornalieri (110 000 - 160 000 m³), ben più bassa dell'1,2 milioni di barili (190 000 m³) quotidiani precedenti alla Guerra del Golfo.

## La IPC oggi
La IPC ha cessato le sue operazioni di prospezione ed estrazione, ma la compagnia "Iraq Petroleum Company" ancora esiste formalmente, e una delle compagnie associate sopravvissute – la "Abu Dhabi Petroleum Company" (ADPC), in precedenza "Petroleum Development (Trucial Coast) Ltd" – continua nelle sue attività legate alla concessione originale a tutto il gennaio 2014. ADPC detiene ancora il 40% della concessione onshore in Abu Dhabi, con la maggioranza del 60% detenuta dalla Abu Dhabi National Oil Company (ADNOC) per conto del governo di Abu Dhabi.
Le operazioni proseguono grazie alla locale compagnia operativa - la Abu Dhabi Company for Onshore Oil Operations (ADCO) – di cui sono congiuntamente azionisti la ADNOC e la ADPC: la BP, la Royal Dutch Shell, la ExxonMobil, la Total e Partex. La concessione della Abu Dhabi onshore oil ebbe termine nel gennaio del 2014.